# The Screen Behind the Mirror
The Screen Behind the Mirror es el cuarto álbum de Enigma, lanzado en el año 2000. Grabado en los A.R.T. Studios en la isla de Ibiza, fue lanzado a nivel mundial por la compañía discográfica Virgin. 
Los partidarios del álbum lo acreditaron como el más maduro creado por Michael Cretu, mientras que otros lamentaron el abuso en el empleo de extensos samples del Carmina Burana de Carl Orff en cuatro de los once temas del disco.

## Descripción del contenido musical
«The Gate» abría el álbum con el característico sonido del «cuerno de Enigma», al tiempo que Elisabeth Houghton narraba los datos astronómicos del cuarto planeta del Sistema Solar, Marte, de forma similar a como se hacía en el último tema del álbum de Vangelis de 1976 Albedo 0.39. «O Fortuna, velut Luna, statu variabilis» aparecía abruptamente en la pieza musical, al cabo del cual, la voz de Elisabeth seguía con el recital astronómico, que se introducía durante 24 segundos en la pista siguiente, «Push the Limits».
«Push the Limits» introducía primero un redoble rítmico, luego algo de tambores militares, y después varias capas de música para formar gradualmente una compleja pieza musical. Sandra susurraba la letra en la canción, siguiéndole el sonido de una presunta voz dulce (en realidad, un solo de guitarra eléctrica modificado para sonar así) en la parte central del tema. Elisabeth proseguía con sus susurros, seguidos de unos suaves gemidos de una chica, que llevaban al final de esta pieza de 6 minutos y 23 segundos, acabando en silencio, roto solamente por un débil farfulleo al final de la canción, que enlazaba con la siguiente.
Cantos de «O Fortuna, velut Luna» aparecían al comienzo de «Gravity of Love», cantada por Ruth-Ann Boyle con sonidos de «O Fortuna» de por medio. Una mujer y un hombre susurraban una línea cada uno antes de que Ruth-Ann siguiese cantando y «O Fortuna» volviese a escucharse, siguiendo la misma pauta de antes. El redoble rítmico se volvía cada vez más audible según se iban apagando el resto de instrumentos musicales al final de la canción, hasta que finalmente acababa. 
«Smell of Desire» reintroducía la flauta shakuhachi del álbum MCMXC a.D., mientras que Jens Gad tocaba ocasionalmente la guitarra en el medio de la canción. Cantos gregorianos revertidos de «Sadeness (reprise)» y vocales de «Mea Culpa» invitaban a los susurros de Sandra al final del tema, que iban desvaneciéndose al llegar a la próxima canción. 
Andru Donalds cantaba en «Modern Crusaders», canción rápida y roquera con largas y significativas porciones de «O Fortuna» de por medio, y con Jens Gad tocando la guitarra. Andru continuaba cantando, y la canción terminaba con un sample de un órgano tocando la Tocata y fuga en re menor de Bach.
En «Traces (Light and Weight)», los sonidos del encendido de una cerilla y un goteo —simbolizando los elementos del fuego y el agua, respectivamente— formaban un loop musical junto a un ritmo ligero y los ocasionales repiques de una campana. Los sonidos de lamentos y los repiques continuaban hasta el final, enlazando con el siguiente tema.
«The Screen Behind the Mirror» volvía a introducir el ritmo usado en «Sadeness (Part I)», al tiempo que Andru Donalds y Ruth-Ann Boyle cantaban parte de la letra de «Gravity of Love». Una versión temprana de este tema, llamado «The Experience», solo apareció en la versión promocional del álbum editado en Australia.
La anterior canción se cruzaba con «Endless Quest», donde se seguían oyendo más tambores militares y flautas shakuhachi, con dos diferentes riffs de guitarra de Jens Gad reemplazando los dos instrumentos musicales anteriores. El ritmo se volvía incontrolable y algo errático antes de acabar en sonidos de profundos suspiros y enlazar con «Camera Obscura», donde inmediatamente se empezaba con un sample de las vocales de Andru Donalds en «Modern Crusaders», pero revertidas, seguidas al instante por secciones de «O Fortuna». El ritmo de la música se volvía cada vez más errático y caótico, acabando elegantemente en la próxima canción. 
«Between Mind & Heart» se componía de un ritmo fresco y ligero, en el cual cantaba Michael Cretu. Sandra solo apareció en este tema para los susurros, al tiempo que se podía oír un sonido elegante y etéreo de un yangqin chino a lo largo de la canción. El tema iba acabando con más susurros y vocales.
Ruth-Ann Boyle cantaba en el último tema, «Silence Must Be Heard», con écoes de por medio. sin duda una de las canciones más interesantes del disco y más exitosas del grupo donde la esencia y ritmo electrónico hacen de este tema alucinante. El efecto del eco se volvía a repetir una vez más en la segunda estrofa. Las vocales de Ruth-Ann se convertían en susurros, y las anteriores voces de lamento entraban de nuevo, antes de que terminase el álbum con el característico sonido del «cuerno de Enigma».

## Listado de canciones
1. «The Gate» (Cretu/Cretu) — 2:03
2. «Push the Limits» (Cretu-Gad/Cretu) — 6:27
3. «Gravity of Love» (Cretu/Cretu) — 4:01
4. «Smell of Desire» (Cretu/Cretu-Fairstein) — 4:55
5. «Modern Crusaders» (Cretu/Cretu) — 3:51
6. «Traces (Light and Weight)» (Cretu-Gad) — 4:13
7. «The Screen Behind the Mirror» (Cretu/Cretu) — 3:59
8. «Endless Quest» (Cretu) — 3:07
9. «Camera Obscura» (Cretu/Cretu) — 1:39
10. «Between Mind & Heart» (Cretu/Cretu) — 4:09
11. «Silence Must Be Heard» (Cretu-Gad/Cretu) — 5:20

## Créditos
- Ruth-Ann (de Olive) - vocalista principal
- Michael Cretu - productor, vocalista principal
- Sandra - voces
- Andru Donalds - vocalista principal
- Jens Gad - guitarras
- Elisabeth Houghton - voces

## Posicionamiento en las listas y certificaciones
| Lista (Ene. 2000-Feb. 2000) | Posición más alta | Certificación        | Lista(cont.) (Ene. 2000-Feb. 2000) | Posición más alta | Certificación          |
| --------------------------- | ----------------- | -------------------- | ---------------------------------- | ----------------- | ---------------------- |
| Alemania                    | 2                 | (BMieV: 2000)        | Grecia                             | 1                 |                        |
| Arabia Saudita              | 1                 |                      | Hungría                            | 12                |                        |
| Australia                   | 44                |                      | Irlanda                            | 41                |                        |
| Austria                     | 6                 |                      | Israel                             | 5                 |                        |
| Bélgica (Fla.)              | 28                |                      | Italia                             | 13                |                        |
| Bélgica (Val.)              | 19                |                      | Japón                              | 5                 |                        |
| Canadá                      | 12                |                      | Noruega                            | 2                 |                        |
| Rep. Checa                  | 7                 |                      | Nueva Zelanda                      | 8                 |                        |
| Dinamarca                   | 2                 |                      | Países Bajos                       | 4                 |                        |
| España                      | 15                |                      | Polonia                            | 12                |                        |
| Estados Unidos              | 33                | (RIAA: mayo de 2001) | Portugal                           | 19                |                        |
| Estados Unidos              | 2                 | (RIAA: mayo de 2001) | Reino Unido                        | 7                 | (BPI: febrero de 2000) |
| Europa                      | 2                 |                      | Suecia                             | 7                 |                        |
| Finlandia                   | 5                 |                      | Suiza                              | 4                 |                        |
| Francia                     | 16                |                      |                                    |                   |                        |